# Maciste
Maciste (Italiaanse uitspraak: [maˈtʃiste]) is een Italiaanse filmreeks rond een krachtpatser die bovenmenselijk sterk is. Het is een van de oudste en langstlopende filmreeksen ter wereld. In Italië kende de reeks grote populariteit, al zijn de films meestal erg goedkoop gemaakt en bevatten ze routineuze plots.

## Geschiedenis
Maciste maakte zijn debuut in de stomme film "Cabiria" (1914) door regisseur Giovanni Pastrone. Zijn naam is gebaseerd op een bijnaam van Hercules. Er zijn 52 films met Maciste gemaakt, waaronder 27 stomme films met Bartolomeo Pagano in de hoofdrol. De plots zijn doorgaans eenvoudige verhalen waarbij Maciste's kracht wordt ingezet om een knappe jonge vrouw te redden en het kwaad te verslaan. Meestal spelen de films zich af in de Oudheid, maar de periodes verschillen nogal van film tot film. Zo leeft Maciste in de ene film in een Bijbelse setting en in andere films dan weer meer in een Griekse mythologiewereld. Ook de locaties veranderen per film: Mongolië, Egypte, Peru,...
Van 1914 tot 1926 was Maciste voornamelijk een personage uit de stomme film. Tijdens de Eerste Wereldoorlog werd hij als propagandamiddel ingezet. In 1927 verscheen voorlopig de laatste Maciste-film. Het duurde tot de jaren 60 voor er nieuwe films rond het personage werden gemaakt. Na het succes van de Amerikaanse Herculesfilms met Steve Reeves, besloot men in Italië Maciste nieuw leven in te blazen. Tussen 1960 en 1965 werden er 25 geluidsfilms rond Maciste gedraaid, met Mark Forest als Maciste. Andere acteurs die de rol tijdens deze periode op zich namen waren: Gordon Scott, Reg Park, Gordon Mitchell, Reg Lewis, Kirk Morris, Samson Burke, Alan Steel, Richard Lloyd, Renato Rossini en Frank Gordon.
In de Engelstalige filmwereld veranderde men uit commerciële overwegingen de naam van Maciste in Hercules, Samson, Goliath, Atlas of Colossus. Ook in Nederland gebeurde dit bij enkele films: Maciste, l'eroe piu grande del mondo draaide er in de bioscoop als Goliath en de zonden van Babylon en Maciste nell'inferno di Gengis Khan als Hercules in de hel van Dzjengis Khan. Omgekeerd werd Il gladiatore di Roma (1962)  in Nederland uitgebracht als Maciste, gladiator van Rome, hoewel deze film met Gordon Scott niet over Maciste gaat.

## Lijst van Maciste-films

### Stomme films

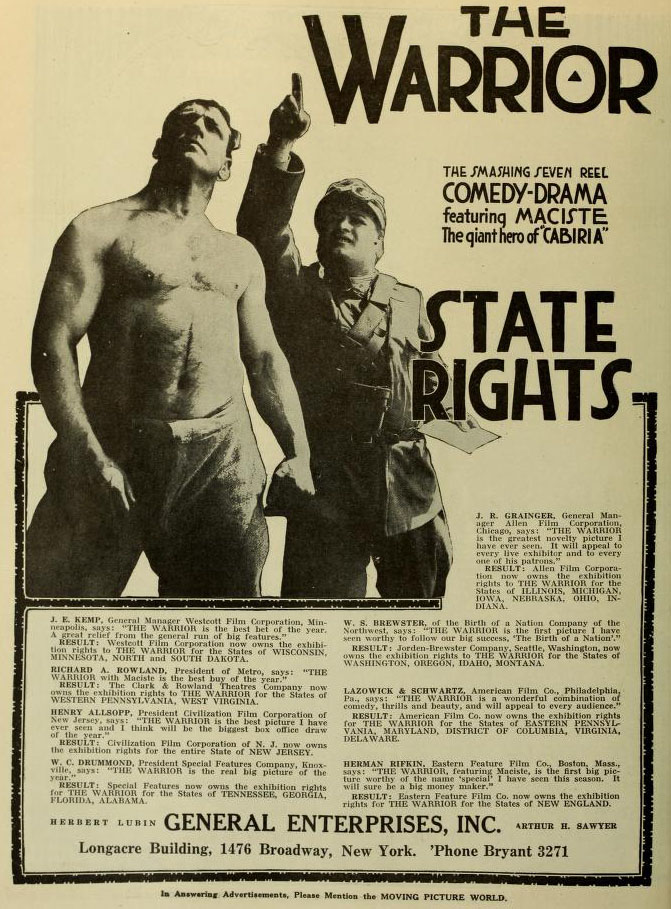
Maciste alpino (1916)

| Film                                   | Nederlandse titel                                             | Jaar | Opmerking                                 |
| -------------------------------------- | ------------------------------------------------------------- | ---- | ----------------------------------------- |
| Cabiria                                | Maciste, de held van Cabiria / Maciste als redder van Cabiria | 1914 |                                           |
| Maciste                                | Maciste, de schrik der bandieten                              | 1915 |                                           |
| Maciste bersagliere                    |                                                               | 1916 |                                           |
| Maciste alpino                         | Maciste als overwinnaar / Maciste als alpenjager              | 1916 |                                           |
| SAR il principe Enrico                 | Maciste II als beschermer                                     | 1916 | In Nederland als Maciste-film uitgebracht |
| Maciste atleta                         | Maciste als acrobaat                                          | 1917 |                                           |
| Maciste medium                         | Maciste als hypnotiseur / Maciste als medium                  | 1917 |                                           |
| Maciste poliziotto                     | Maciste als detective                                         | 1917 |                                           |
| Maciste turista                        |                                                               | 1917 |                                           |
| Maciste sonnambulo                     |                                                               | 1918 |                                           |
| La rivincita di Maciste                | De wraak van Maciste                                          | 1919 |                                           |
| Il testamento di Maciste               | Maciste's testament                                           | 1919 |                                           |
| Il viaggio di Maciste                  | Maciste op reis                                               | 1919 |                                           |
| Maciste I                              |                                                               | 1919 |                                           |
| Maciste contro la morte                | Maciste tegen de dood                                         | 1919 |                                           |
| Maciste innamorato                     |                                                               | 1919 |                                           |
| Maciste in vacanza                     | Maciste met vacantie                                          | 1920 |                                           |
| Maciste salvato dalle acque            | Maciste uit de golven gered                                   | 1920 |                                           |
| Maciste e la figlia del re della Plata | Maciste en de dochter van de zilverkoning                     | 1922 |                                           |
| Die Japanerin und Maciste              |                                                               | 1922 |                                           |
| Maciste und der Sträfling Nr. 51       | Maciste en de gevangene 51                                    | 1923 |                                           |
| Maciste contro Maciste                 |                                                               | 1923 |                                           |
| Maciste und die chinesische Truhe      | Maciste en de chinese koffer                                  | 1923 |                                           |
| Maciste e il nipote di America         |                                                               | 1924 |                                           |
| Maciste imperatore                     | Maciste als keizer / Maciste imperator                        | 1924 |                                           |
| Maciste contro lo sceicco              | Maciste tegen de sheik                                        | 1925 |                                           |
| Maciste all'inferno                    | Maciste in de hel                                             | 1926 |                                           |
| Maciste nella gabbia dei leoni         | Maciste als leeuwentemmer                                     | 1926 |                                           |
| Il gigante delle Dolemite              | Maciste de reus der bergen                                    | 1927 |                                           |
| Gli ultimi zar                         | Maciste de banneling                                          | 1928 | In Nederland als Maciste-film uitgebracht |

### Geluidsfilms
| Film                                              | Nederlandse titel                                        | Jaar | Hoofdrol             | Opmerkingen |
| ------------------------------------------------- | -------------------------------------------------------- | ---- | -------------------- | --- |
| Maciste nella valle dei re                        | Maciste... overwinnaar!                                  | 1960 | Mark Forest          | |
| Maciste nella terra dei ciclopi                   | Maciste, zoon van Hercules                               | 1961 | Gordon Mitchell      | |
| Maciste contro il vampiro                         | Maciste contra Maciste                                   | 1961 | Gordon Scott         | |
| Il trionfo di Maciste                             | De triomf van Maciste                                    | 1961 | Kirk Morris          | |
| Maciste alla corte del Gran Khan                  | Maciste en de tirannen                                   | 1961 | Gordon Scott         | |
| Maciste, l'uomo più forte del mondo               | Maciste, de sterkste man ter wereld                      | 1961 | Mark Forest          | |
| Maciste contro Ercole nella valle dei guai        |                                                          | 1961 | Kirk Morris          | |
| Totò contro Maciste                               |                                                          | 1962 | Samson Burke en Totò | komedie |
| Maciste all'inferno                               | Maciste contra de hellemonsters                          | 1962 | Kirk Morris          | |
| Maciste contro el sceicco                         | Maciste vecht tegen de sjeik / Maciste vecht in de harem | 1962 | Ed Fury              | |
| Maciste, il gladiatore piu forte del mondo        | Maciste, de onoverwinnelijke gladiator                   | 1962 | Mark Forest          | |
| Maciste contro i mostri                           | Maciste in het stenen tijdperk                           | 1962 | Reg Lewis            | |
| Maciste contro i cacciatori di teste              | Maciste tegen de koppensnellers                          | 1962 | Kirk Morris          | |
| Il gladiatore di Roma                             | Maciste, gladiator van Rome                              | 1962 | Gordon Scott         | In Nederland als Maciste-film uitgebracht                                                                            |
| Maciste, l'eroe piu grande del mondo              | Goliath en de zonden van Babylon                         | 1963 | Mark Forest          | |
| Zorro contro Maciste                              | Zorro contra Samson                                      | 1963 | Alan Steele          | |
| Maciste contro i mongoli                          |                                                          | 1963 | Mark Forest          | |
| Maciste nell'inferno di Gengis Khan               | Hercules in de hel van Dzjengis Khan                     | 1964 | Mark Forest          | |
| Maciste alla corte dello zar                      |                                                          | 1964 | Kirk Morris          | |
| Maciste, gladiatore di Sparta                     | Maciste, gladiator van Sparta                            | 1964 | Mark Forest          | |
| Maciste nelle miniere de re Salomone              |                                                          | 1964 | Reg Park             | |
| Maciste e la regina di Samar                      |                                                          | 1964 | Alan Steele          | |
| La valle dell'eco tonante                         |                                                          | 1964 | Kirk Morris          | |
| Ercole, Sansone, Maciste e Ursus: gli invincibili |                                                          | 1964 | Renato Rossini       | satire |
| Gli invicibili fratelli Maciste                   | De onoverwinnelijke broeders Maciste                     | 1964 | Richard Lloyd        | |
| Maciste il vendicatore dei Mayas                  | Hercules tegen Goliath op leven en dood                  | 1965 |                      | bestaat haast volledig uit gehermonteerde scènes uit Maciste contro i mostri en Maciste contro i cacciatori di teste |

### Jesus Franco-films
In 1973 draaide de Spaanse cultregisseur Jesus Franco twee low-budget Maciste-films voor Franse producers: Maciste contre la Reine des Amazones en Les exploits érotiques de Maciste dans l'Atlantide. De cast voor beide films was haast identiek, met Val Davis als Maciste. De eerste film werd in Italië uitgebracht als een "Karzan"-film (een goedkope imitatie van Tarzan) en de laatstgenoemde film werd enkel in Frankrijk uitgebracht als "Les Gloutonnes".

## Trivia
- Federico Fellini zei ooit dat de film "Maciste all'inferno" hem ervan overtuigde regisseur te worden.
- De films "Maciste contro i cacciatori di teste" ("Colossus and the Headhunters") en "Maciste e la regina di Samar" ("Hercules vs. the Moon Men") werden bespot in de komische televisiereeks Mystery Science Theater 3000.
- De Belgische krachtpatser John Massis baseerde zijn artiestennaam op Maciste.